# 밀집성
밀집성(密集星, compact star)은 내부 물질의 밀도가 매우 크고 핵융합 반응이 더 이상 일어나지 않는, 항성의 최종 진화 형태를 말하는 용어이다.
항성이 탄생하여 전주계열 단계를 지나 마침내 주계열 영년에 돌입하면 중심핵에서 발생하는 핵융합의 반응으로 발생하는 복사압과 자체 질량이 발생시키는 중력이 정역학적 평형 상태에 이르어 그 형체를 유지하며 이는 핵융합 반응을 일으킬 수 있는 질량을 다 소모할 때까지 지속된다. 이 질량이 다 소비되면 그 항성은 주계열성에서 이탈하게 되고 초기 질량과 중원소 함량에 따라 다른 항성 진화 과정을 밟게 되고 그 종착지가 밀집성이다.
주계열성에서 이탈한 뒤 중심핵의 질량이 태양 질량의 1.44배(찬드라세카르 한계)를 넘지 못하면 스스로 붕괴하려고 하는 중력을 파울리의 배타 원리에 의한 전자 축퇴압이 상쇄하여 더 이상의 중력 붕괴를 저지하고 그 별은 백색왜성으로 남는다. 하지만 중심핵의 질량이 찬드라세카르 한계를 초과하면 중력이 전자 축퇴압을 상쇄하고 다시 중력이 쥐어짜기 시작하는데, 막대한 중력으로 인해 중심핵의 양성자가 전자를 포획하여 중성자가 되고 이렇게 형성된 중성자들이 서로 밀어내는 중성자 축퇴압이 강력과 함께 중력 붕괴를 다시 저지한다. 이 중성자 축퇴압이 중력붕괴를 저지한 천체가 중성자별이다. 
하지만 중심핵의 질량의 태양 질량의 3배를 넘을 경우(톨먼-오펜하이머-볼코프 한계) 중성자 축퇴압마저도 무력화되며 더 이상 중력붕괴를 저지할 수 있는 힘은 존재하지 않는다. 이로 인해 중심핵이 끝없이 수축하다가 슈바르츠실트 반지름보다 더 줄어들면 자기 자신의 사건의 지평선에 잡아먹혀 블랙홀이 형성된다.

## 형성
별 진화의 일반적인 끝점은 밀집된 별의 형성이다.
모든 활동성 별은 결국 내부의 핵융합으로 인한 외부 복사 압력이 더 이상 항상 존재하는 중력에 저항할 수 없게 되는 진화 지점에 도달하게 된다. 이런 일이 발생하면 별은 자체 무게로 붕괴되어 별의 죽음을 겪는 과정을 겪게 된다. 대부분의 별의 경우 밀집성이라고도 알려진 매우 밀도가 높고 밀집된 별 잔해가 형성된다.
밀집된 별은 내부 에너지를 생산하지 않지만 블랙홀을 제외하고는 붕괴 자체로 인해 과도한 열이 남아 있는 상태로 대개 수백만 년 동안 방출된다.
최근의 이해에 따르면, 빅뱅 이후 초기 우주의 위상 분리 중에 밀집별이 형성될 수도 있었다. 알려진 소형 물체의 원시 기원은 확실하게 결정되지 않았다.

## 수명
밀집된 별은 복사를 하여 식게 되어 에너지를 잃을 수 있지만, 일반 별처럼 구조를 유지하기 위해 높은 온도에 의존하지는 않는다. 외부 교란과 양성자 붕괴를 제외하면 사실상 영원히 지속될 수 있다. 그러나 블랙홀은 일반적으로 수조 년 후에 호킹 복사로 인해 최종적으로 증발하는 것으로 믿어진다. 우리의 현재 물리 우주론 표준 모델에 따르면, 아주 먼 미래에 우주가 소위 축퇴 시대에 진입할 때쯤이면 모든 별은 결국 차갑고 어두운 밀집성으로 진화하게 될 것으로 보인다.
소형 물체에 대한 다소 넓은 정의에는 종종 행성, 소행성 및 혜성과 같은 더 작은 고체 물체가 포함된다. 놀라울 정도로 다양한 별과 기타 뜨거운 물질 덩어리가 있지만, 현재의 열역학 이론적 해석에 따르면 우주의 모든 물질은 결국 어떤 형태의 조밀한 항성 또는 준항성 물체로 끝나야 한다.

## 백색왜성

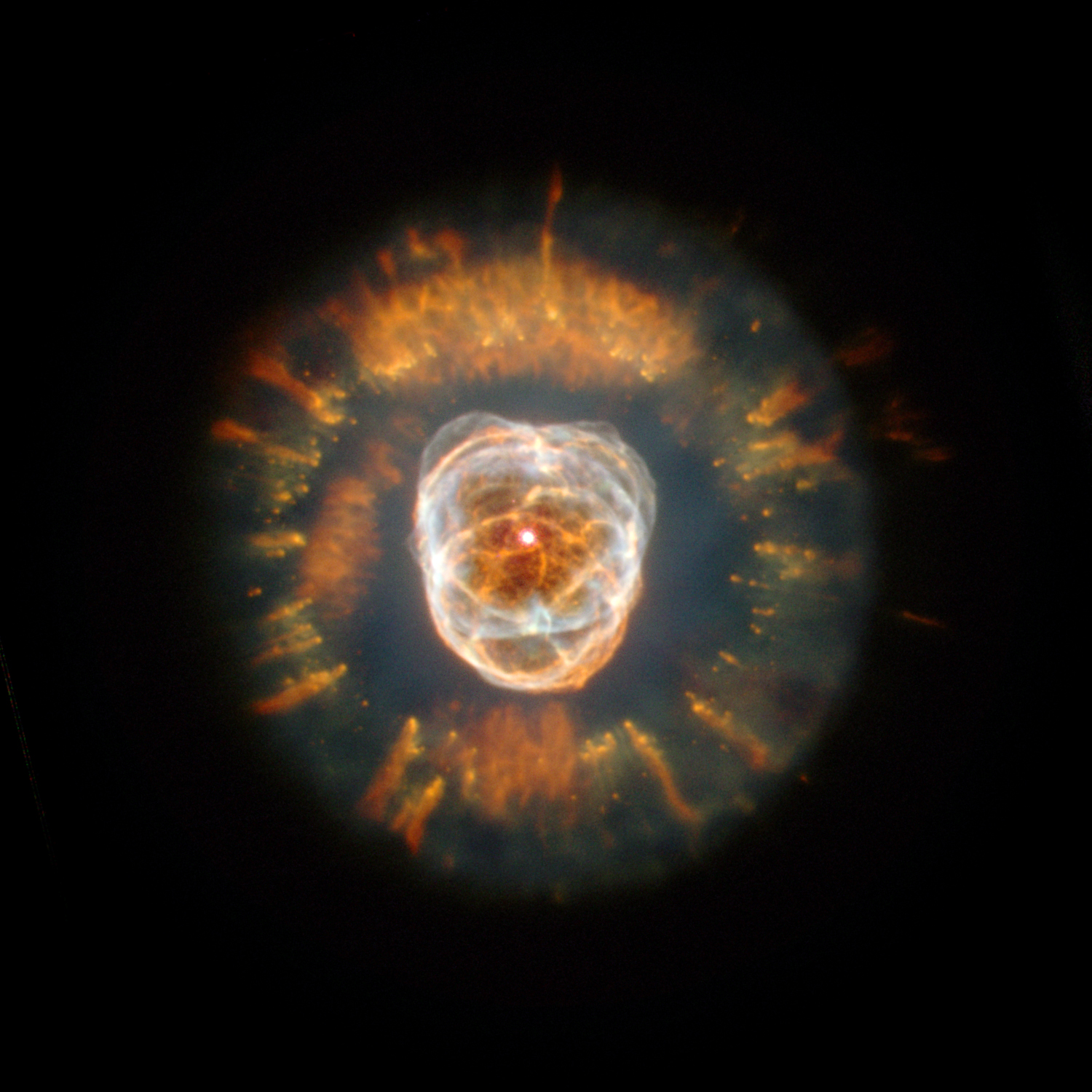

백색왜성 또는 축퇴왜성이라고 불리는 별들은 주로 축퇴물질로 구성되어 있다. 일반적으로 축퇴된 전자의 바다에 있는 탄소와 산소 핵이다. 백색 왜성은 주계열성의 핵에서 발생하므로 형성될 때 매우 뜨겁다. 식으면서 붉어지고 어두워지며 결국에는 흑색왜성이 된다. 백색 왜성은 19세기에 관찰되었지만, 그 안에 포함된 극도로 높은 밀도와 압력은 1920년대까지 설명되지 않았다.
축퇴 물질의 상태 방정식은 "연성"이다. 즉, 더 많은 질량을 추가하면 더 작은 물체가 된다는 의미이다. 백색 왜성으로 시작하는 것에 질량이 계속 추가되면 물체는 줄어들고 축퇴 전자 에너지가 높아지면서 중심 밀도가 더욱 커진다. 축퇴별의 질량이 충분히 커져 반경이 수천 킬로미터로 줄어들면 그 질량은 찬드라세카르 한계, 즉 백색왜성 질량의 이론적 상한선인 태양 질량의 약 1.4배에 접근하게 된다.
백색 왜성의 중심에서 물질이 제거되고 천천히 압축되면 전자는 먼저 핵과 결합하여 역 베타 붕괴에 의해 양성자가 중성자로 변경된다. 평형은 일상적인 밀도에서는 안정적이지 않은 더 무겁고 중성자가 풍부한 핵 쪽으로 이동하게 된다. 밀도가 증가함에 따라 이러한 핵은 더욱 커지고 덜 잘 결합된다. "중성자 드립 라인"이라고 불리는 약 4×1014kg/m3의 임계 밀도에서 원자핵은 결합되지 않은 양성자와 중성자로 용해되는 경향이 있다. 더 압축하면 결국 물질이 원자핵 밀도 정도인 약 2×1017kg/m3에 도달하게 된다. 그 밀도에서 물질은 주로 양성자와 전자의 광산란과 함께 자유 중성자이다.

## 중성자별

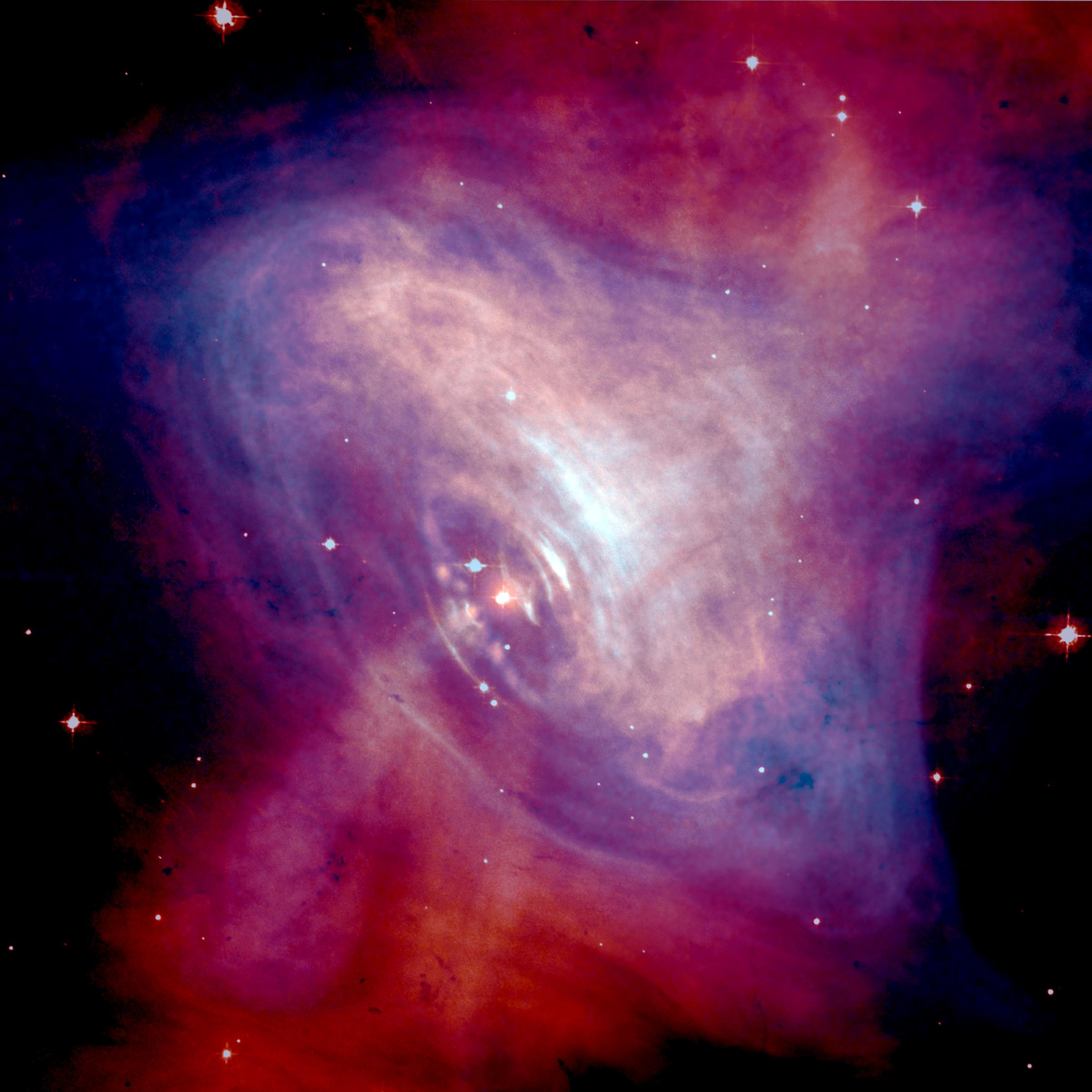

백색 왜성을 포함하는 특정 쌍성에서는 질량이 동반성에서 백색 왜성으로 이동하여 결국 찬드라세카르 한계를 넘어서게 된다. 전자는 양성자와 반응하여 중성자를 형성하므로 더 이상 중력에 저항하는 데 필요한 압력을 공급하지 않아 별이 붕괴된다. 별의 중심이 대부분 탄소와 산소로 구성되어 있다면 그러한 중력 붕괴는 탄소와 산소의 폭주 융합을 점화시켜 붕괴가 되돌릴 수 없게 되기 전에 별을 완전히 날려버리는 Ia형 초신성을 낳게 된다. 중심이 대부분 마그네슘이나 더 무거운 원소로 구성되어 있으면 붕괴가 계속된다. 밀도가 더욱 증가함에 따라 나머지 전자는 양성자와 반응하여 더 많은 중성자를 형성한다. 붕괴는 (더 높은 밀도에서) 중성자가 축퇴될 때까지 계속된다. 별이 반경 10~20km 사이로 3배 정도 수축한 후에 새로운 평형 상태가 가능하다. 이것은 중성자 별이다.
최초의 중성자별은 1967년 최초의 전파펄서가 발견될 때까지 관측되지 않았지만, 중성자별은 1932년 중성자가 발견된 지 불과 1년 후인 1933년 바데와 츠비키에 의해 제안되었다. 그들은 중성자별이 너무 밀도가 높기 때문에 보통 별이 중성자 별로 붕괴하면 엄청난 양의 중력 위치 에너지가 방출되어 초신성에 대한 가능한 설명을 제공할 수 있다. 이것은 Ib, Ic, II 유형의 초신성에 대한 설명이다. 그러한 초신성은 무거운 별의 철심이 찬드라세카르 한계를 초과하여 중성자별로 붕괴될 때 발생한다.
전자와 마찬가지로 중성자도 페르미온이다. 따라서 그들은 중성자 별이 붕괴되는 것을 방지하기 위해 중성자 축퇴 압력을 제공한다. 게다가 반발적인 중성자-중성자 상호작용은 추가적인 압력을 제공한다. 백색 왜성에 대한 찬드라세카르 한계와 마찬가지로 중성자별에도 질량 제한이 있다. 즉, 톨만-오펜하이머-볼코프 한계는 이러한 힘이 더 이상 별을 지탱하기에 충분하지 않다. 밀도가 높은 하드론 물질의 힘은 잘 알려져 있지 않기 때문에 이 한계는 정확히 알려져 있지 않지만 2~3 M☉ 사이인 것으로 생각된다. 중성자별에 더 많은 질량이 축적되면 결국 이 질량 한계에 도달하게 된다. 다음에 무슨 일이 일어나는지는 완전히 명확하지 않다.

## 블랙홀

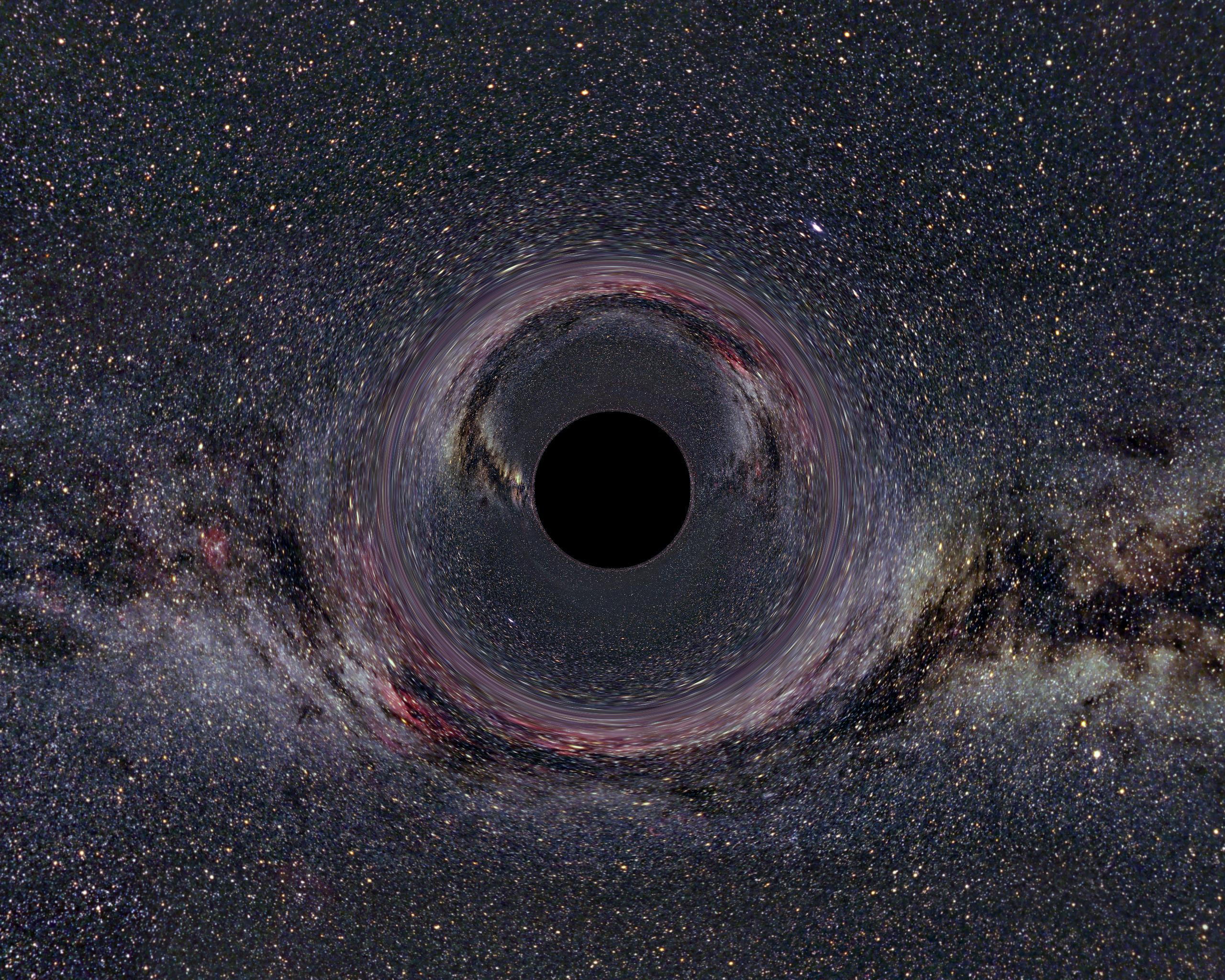

더 많은 질량이 축적될수록 중력 붕괴에 대한 평형은 한계점을 초과한다. 별의 압력이 중력을 상쇄하기에 충분하지 않으면 밀리초 내에 치명적인 중력 붕괴가 발생한다. 표면에서의 탈출 속도는 이미 최소 광속의 1/3에 이르며 빠르게 광속에 도달한다. 그 시점에서는 어떤 에너지나 물질도 빠져나올 수 없으며 블랙홀이 형성된다. 모든 빛과 물질이 사건의 지평선 안에 갇혀 있기 때문에 블랙홀은 매우 희미한 호킹 복사 가능성을 제외하고는 완전히 검은색으로 보인다. 사건의 지평선 내부에서는 붕괴가 계속될 것으로 추정된다.
일반 상대성 이론의 고전 이론에서는 단지 한 점만을 차지하는 중력 특이점이 형성된다. 플랑크 길이와 비슷한 크기에서 파국적인 중력 붕괴가 다시 멈출 수도 있지만, 이 길이에서는 무슨 일이 일어날지 예측할 수 있는 알려진 중력 이론이 없다. 블랙홀에 질량을 추가하면 사건의 지평선 반경이 중심 특이점의 질량에 따라 선형적으로 증가한다. 이는 사건의 지평선 근처의 조석 응력을 줄이고 지평선의 중력장 강도를 줄이는 등 블랙홀의 특성에 특정 변화를 유발한다. 그러나 질량 증가와 관련된 구조의 질적 변화는 더 이상 발생하지 않는다.

## 이종성
이종성(Exotic star)은 축퇴압이나 기타 양자 특성에 의한 중력 붕괴에 맞서 균형을 이루는 전자, 양성자, 중성자 이외의 것으로 구성된 가상의 밀집별이다. 여기에는 이상한 별(strange star, 즉 이상한 물질로 구성됨)과 더 추측적인 프리온별(프리온으로 구성됨)이 포함된다.
이종성은 가설적이지만 2002년 4월 10일 찬드라 X선 관측소가 발표한 관측 결과 이전에 중성자별이라고 생각되었던 RX J1856.5-3754와 3C58로 지정된 두 개의 이상한 별 후보가 발견되었다. 알려진 물리학 법칙에 따르면 전자는 실제보다 훨씬 더 작고 후자는 훨씬 더 차갑게 나타났다. 이는 중성자보다 밀도가 높은 물질로 구성되어 있음을 시사한다. 그러나 이러한 관찰은 결과가 결정적이지 않다고 말하는 연구자들의 회의론에 부딪혔다.

## 같이 보기
- 은하의 형성 및 진화

## 참고 문헌
- Hannu Karttunen 외 (2008년 9월 1일). 《기본천문학》. (주)시그마프레스. 356쪽. ISBN 978-89-5832-536-9.